# Ploča-Vukov greb
Ploča-Vukov greb je srednjovjekovno groblje, arheološko nalazište, u blizini zaseoka Bartulovića u Zagvozdu.

## Opis
Arheološko nalazište Ploča-Vukov greb nalazi se u blizini zaseoka Bartulovići, uz lokalnu prometnicu Zagvozd-Grabovac. Radi se o srednjovjekovnom groblju sa stećcima od kojih su do danas sačuvani 1 sljemenjak i 2 ploče. Po sredini sljemenjaka po svim stranama teče šira traka koja dijeli prikaze u dvije cjeline. Na sjevernoj i južnoj široj strani u gornjem dijelu prikazan je lov (lovac i dva jelena) dok je u donjem dijelu voluta. Na sjevernoj strani iznad prikaza lova uklesana je godina 1649. Istočna i zapadna strana ukrašene su volutom. Sljeme je ukrašeno spiralnom volutom. Ploče su ukrašene cvjetovima, antropomorfnim križevima, valovnicama. Nešto zapadnije nalazi se prapovijesna gomila.

## Zaštita
Pod oznakom Z-6172 zavedeno je kao nepokretno kulturno dobro - pojedinačno, pravna statusa zaštićena kulturnog dobra, klasificirano kao "arheološka baština".